# 乌拉尔共和国
乌拉尔共和国（俄语：Уральская Республика）是存在于1993年7月1日至11月9日的一个不受承认的俄罗斯联邦主体，位于斯维尔德洛夫斯克州境内。乌拉尔共和国的建立依据的是1993年4月12日爱德华·罗塞尔举办的公投。乌拉尔共和国发行了货币乌拉尔法郎。